# لطفی بن ساسی
لطفی بن ساسی (انگلیسی: Lofti Ben Sassi؛ زادهٔ ۲۷ اکتبر ۱۹۶۵) بازیکن فوتبال اهل تونس بود.
وی همچنین در تیم ملی فوتبال تونس بازی کرده‌است.